# Bovaro delle Fiandre
Il Bovaro delle Fiandre è una razza canina di origine belga e francese riconosciuta dalla FCI (Standard N. 191, Gruppo 1, Sezione 2).

## Storia
La razza è presente già da molti secoli nelle colline fiamminghe, ma la storia del bovaro delle Fiandre ha ufficialmente inizio soltanto nel secolo scorso, e precisamente nel 1937.
Le sue origini sono incerte, ma si presuppone sia il risultato di un incrocio tra l'ormai scomparso alano spagnolo e il pastore della Linguadoca. Importatori di ambedue le razze e primi fautori dell'incrocio sarebbero stati gli occupanti spagnoli.
In seguito ci sarebbe stato un innesto di sangue del pastore del Brie e il pastore di Piccardia. Gli allevatori belgi sostengono però che gli esemplari allevati in Francia recano in sé le tracce del griffone Korthals e del pastore di Beauce. Il bovaro delle Fiandre in passato fu utilizzato anche dalla polizia belga, fin dalla fine del XIX secolo. Talvolta i poliziotti di ronda erano muniti di due cani, un leggero ma più nevrile pastore belga e un più grosso e potente ma meno reattivo bovaro delle Fiandre. Durante la prima guerra mondiale il bovaro delle Fiandre fu massicciamente utilizzato come ausiliario dei soldati in battaglia - così come il fortissimo mastino belga da traino, di cui ne furono utilizzati circa 50.000 esemplari, con il risultato che la razza si estinse - ma questo impiego ne sfoltì pericolosamente la fila. Una volta cessato il conflitto la razza venne rilanciata da una poderosa opera di riconsolidamento. L'utilizzo militare di questa razza però oggi è stato abbandonato, in quanto il particolare pelo necessita di una costante cura. Lo stesso del resto si verificò con altre razze un tempo molto usate a livello militare, come il barbet, il barbone gigante, lo schnauzer gigante e il terrier nero russo, tutti con lo stesso problema di pelo.

## Descrizione
La coda è generalmente tagliata la prima settimana di nascita lasciandone circa 2- 3 vertebre. I colori sono generalmente il fulvo o il grigio, spesso tigrato o con strisce color grigio-antracite. Ammesso nelle gare di esposizione ma non favorito il nero. Il pelo è molto folto. Quello di copertura forma con il sottopelo uno strato protettivo perfettamente adeguato anche ai climi più rigidi. Ruvido al tatto e lungo circa 6 cm.
Gli occhi non sono ne prominenti ne infossati, di forma leggermente ovale e collocati orizzontalmente. Il colore è il più scuro possibile rispetto al manto.
Le orecchie se tagliate sono triangolari, bene erette, attaccate alte e molto mobili; se integre, sono a triangolo portate in avanti in linea col cranio. La testa ha un aspetto massiccio, con assi cranio-facciali paralleli. Stop poco pronunciato. Muso largo, forte e irsuto. I piedi sono corti, rotondi e compatti.

## Carattere
È un cane dal notevole equilibrio psichico, molto tranquillo, e spesso diffidente con gli estranei. In famiglia è perfettamente integrabile, premuroso e attento con i bambini. Rapido nelle decisioni, il bovaro delle Fiandre è un vero tuttofare, dotato di spiccata intelligenza e sensibilità. Molto adattabile risponde a qualsivoglia tipo di addestramento, purché ci sia un buon affiatamento con il padrone. L'agilità nonostante la mole ed il fiuto eccezionale ne fanno un cane utilizzabile sia per la difesa che per la ricerca di persone.

## Cure
Dal momento che il pelo del bovaro delle Fiandre è secco, il suo mantello non andrebbe quasi mai lavato, ma unicamente spazzolato. Le spazzolate vanno date con cura, utilizzando la spazzola a denti di ferro diritti, in modo tale da eliminare il sottopelo morto.

## Consigli
Il bovaro delle Fiandre è un cane da lavoro, sostanzialmente rustico sul piano della salute e delle esigenze alimentari. Per chi ama l'agility dog, trova ottimo impiego e da molte soddisfazione. Altro utilizzo è quello di cane da gara nelle prove per cani da utilità e difesa. Richiede molto affetto e necessità di parecchio movimento per poter restare in forma ed esaurire la sua notevole carica di energia. Proverbiale il coraggio e la tenacia con cui custodisce la proprietà a lui affidata.

## Diffusione
Nel 2004 l'ENCI ha contato 29 cuccioli iscritti ai libri genealogici, contro i 40 dell'anno prima, i 44 del 2002 e i 78 del 2001, ma la sua diffusione è molto variabile considerando i 75 soggetti del 1995 e i 32 soggetti del 1998. Nel 2012 i cuccioli contati sono stati 20.

## Caratteristiche
| Adatto per | Non adatto per    |
| ---------- | ----------------- |
| Compagnia  | Freestyle         |
| Difesa     | Agility dog       |
| Guardia    | Fly ball          |
|            | Obedience         |
|            | Protezione civile |